# Patrizia Dorsch
Patrizia Dorsch (* 15. Februar 1994 in Berchtesgaden) ist eine deutsche Skirennläuferin. Sie gehört dem B-Kader des Deutschen Skiverbandes an.

## Biografie
Dorsch entstammt einer achtköpfigen Großfamilie, das Skifahren erlernte sie im Alter von zwei Jahren. Ihr Talent wurde früh erkannt und im SC Schellenberg gefördert, 2009 folgte die Berufung in den D/C-Kader. Als 15-Jährige bestritt sie im Dezember 2010 erstmals FIS-Rennen. 2011 war sie Teilnehmerin des European Youth Olympic Festival in Liberec, schied aber sowohl im Slalom als auch Riesenslalom aus. Im selben Jahr schloss sie ihre schulische Laufbahn am Gymnasium Berchtesgaden erfolgreich mit dem Abitur ab und begann 2012 mit der Ausbildung zur Polizeimeisterin bei der Bundespolizei.
Im Februar 2012 hatte Dorsch ihren ersten Einsatz im Europacup, im Februar desselben Jahres wurde sie deutsche Riesenslalom-Juniorenmeisterin. Schließlich folgte im März 2012 der erste Sieg in einem FIS-Rennen. Im Januar 2013 kam in der Disziplin Super-G ein weiter Juniorenmeistertitel hinzu. Bei Juniorenweltmeisterschaften gewann sie sowohl 2013 als auch 2014 die Bronzemedaille im Mannschaftswettbewerb. Ihr Debüt im Weltcup hatte sie am 14. Dezember 2013 im Super-G von St. Moritz, wo sie auf Platz 46 fuhr.
Seit dem Frühjahr 2015 trainiert Dorsch in der Lehrgangsgruppe la des deutschen Skiverbandes. Die ersten Weltcuppunkte gewann sie am 4. Dezember 2015 mit Platz 28 in der Abfahrt von Lake Louise. Ihr bisher bestes Weltcupergebnis ist ein fünfter Platz, erzielt in der Kombination von Crans-Montana am 24. Februar 2019.

## Erfolge

### Weltcup
- 1 Platzierung unter den besten zehn

### Weltcupwertungen
| Saison  | Gesamt | Gesamt | Abfahrt | Abfahrt | Super-G | Super-G | Kombination | Kombination | Parallel | Parallel |
| Saison  | Platz  | Punkte | Platz   | Punkte  | Platz   | Punkte  | Platz       | Punkte      | Platz    | Punkte   |
| ------- | ------ | ------ | ------- | ------- | ------- | ------- | ----------- | ----------- | -------- | -------- |
| 2015/16 | 91.    | 36     | 48.     | 6       | 48.     | 5       | 28.         | 25          | –        | –        |
| 2016/17 | 109.   | 13     | –       | –       | –       | –       | 40.         | 13          | –        | –        |
| 2017/18 | 84.    | 42     | 43.     | 12      | 40.     | 18      | 31.         | 12          | –        | –        |
| 2018/19 | 74.    | 59     | 45.     | 8       | 43.     | 6       | 5.          | 45          | –        | –        |
| 2019/20 | 89.    | 31     | 44.     | 8       | 52.     | 4       | 32.         | 10          | 36.      | 9        |

### Europacup
- 2 Platzierungen unter den besten zehn

### Juniorenweltmeisterschaften
- Québec 2013: 7. Super-G, 22. Abfahrt
- Jasná 2014: 3. Mannschaftswettbewerb, 10. Riesenslalom, 13. Super-Kombination, 27. Abfahrt, 30. Super-G
- Hafjell 2015: 3. Mannschaftswettbewerb, 8. Super-Kombination, 12. Super-G, 22. Riesenslalom, 25. Abfahrt

### Weitere Erfolge
- 3 deutsche Meistertitel (Kombination 2016, 2019; Super-G 2019)
- 2 Siege in FIS-Rennen
- 2 deutsche Juniorenmeistertitel (Riesenslalom 2012; Super-G 2013)
- „Sportlerin des Jahres 2015“ in Berchtesgaden